# Porte-Joie
Porte-Joie foi uma antiga comuna francesa na região administrativa da Normandia, no departamento de Eure. Estendia-se por uma área de 5,83 km². Em 2010 a comuna tinha 214 habitantes (densidade: 36,7 hab./km²).
Em 1 de janeiro de 2018, passou a formar parte da nova comuna de Porte-de-Seine.